# عزلة دبع الخارج

تعديل مصدري - تعديل

عزلة دبع الخارج هي إحدى عزل مديرية الشمايتين في محافظة تعز اليمنية ويبلغ تعداد سكانها 8138 نسمة حسب التعداد السكاني في اليمن لعام 2004. ويتواجد فيها جبل سمدان الشهير ويوجد فيها شجرة الغريب التي يزيد عمرها عن 2000 سنة.

## روابط خارجية
- الجهاز المركزي للإحصاء بالجمهورية اليمنية
- المركز الوطني للمعلومات باليمن
- World Gazetteer:Yemen
- الدليل الشامل